# Jezioro pod Morgami
Jezioro pod Morgami – starorzecze w Warszawie, w dzielnicy Wilanów o powierzchni ponad 2 ha.

## Położenie i charakterystyka
Jezioro leży po lewej stronie Wisły, w Warszawie, w dzielnicy Wilanów, w rejonie osiedli Powsin i Latoszki niedaleko ulic Rosochatej, Latoszki, Ruczaj, Starodawnej i Zakamarek. Jezioro ma połączenie z Jeziorem Lisowskim, a także dalej z Jeziorem Powsinkowskim poprzez przepływający Rów Powsiński. Odpływ w kierunku Wilanówki odbywa się poprzez Rów Latoszki. W bliskim sąsiedztwie znajduje się także jezioro Struga. Leży w zlewni rzeki Wilanówki.
Zgodnie z ustaleniami w ramach „Programu Ochrony Środowiska dla m. st. Warszawy na lata 2009-2012 z uwzględnieniem perspektywy do 2016 r.” jezioro położone jest na terasie nadzalewowej i zasilane jest stale wodami podziemnymi. Odpływ natomiast ma formę cieku. Powierzchnia jeziora wynosi 2,1141 hektara. Maksymalna długość jeziora wynosi 500 m, a jego szerokość 80 m. Głębokość jeziora to 1–3 m. Jezioro ma wydłużony kształt w kierunku S-N. Według numerycznego modelu terenu udostępnionego przez Geoportal lustro wody znajduje się na wysokości 83,7 m n.p.m.
Akwen współtworzy 12-kilometrowy ciąg starorzeczy, rozpoczynający się od jezior Bielawskich (Jeziorko Bielawskie Górne i Jeziorko Bielawskie Dolne), przez Jezioro Lisowskie, Jezioro pod Morgami, Jezioro Powsinkowskie do Jeziora Wilanowskiego.
Nazwa jeziora wywodzi się od nazwy pola Morgi.

## Przyroda
Zbiornik wodny leży na terenie Warszawskiego Obszaru Chronionego Krajobrazu utworzonego Rozporządzeniem Wojewody Warszawskiego z dnia 29 sierpnia 1997 r. w sprawie utworzenia obszaru chronionego krajobrazu na terenie województwa warszawskiego. Rozporządzenie to zmieniono Rozporządzeniem Wojewody Mazowieckiego z dnia 3 sierpnia 2000 r. i dodano m.in. zapis, iż w skład obszaru chronionego krajobrazu wejdą tereny otwarte ze zbiornikami wodnymi – jeziorami: Lisowskim i Pod Morgami o łącznej powierzchni: 13,1258 ha.
Zgodnie z badaniem z 2004 roku na terenie zbiornika wodnego i w jego okolicach stwierdzono występowanie następujących gatunków ptaków: bączek, bocian biały, orzełek włochaty, czajka, górniczek, gąsiorek, kaczka krzyżówka i trzciniak.
Jezioro jest istotne w szerszym kontekście dla mikroklimatu Warszawy. Zbiornik ten należy – wraz z m.in. Jeziorem Powsinkowskim, Jeziorem Wilanowskim, doliną rzeki Wilanówka, Morysinem oraz pobliskimi łąkami, polami, ciekami i zbiornikami wodnymi – do ważnego ciągu przyrodniczego Warszawy, który pełni istotne funkcje hydrologiczne, ma też spore znaczeniu dla klimatu. Ciąg ten nawietrza Warszawę transportowanymi od południa masami czystego powietrza znad Lasu Kabackiego i Lasów Chojnowskich. Jest to tzw. Korytarz Wilanowski.